# Guido da Velate
Guido Bianchi da Velate oder Wido (* 11. Jahrhundert in Velate, heute der Gemeinde Varese zugehörig; † 23. August 1071 in Bergoglio) war Erzbischof von Mailand. Er regierte das Erzbistum Mailand von 1045 bis zu seinem Rücktritt im Jahr 1069. Er war Erzbischof in der Zeit, in der die Pataria in Mailand an Zulauf gewann. Er widersetzte sich den vom Papst gewünschten und von den Pataria unterstützten Reformen, insbesondere was die Auswahl von Priestern auch unter verheirateten Klerikern betraf, eine Praxis, die bis dahin im Erzbistum Mailand stillschweigend akzeptiert worden war.

## Leben

### Auswahl und Wahl von Guido
Einige Monate nach dem Tod von Erzbischof Aribert von Mailand am 16. Januar 1045 fand im Juli die Wahl seines Nachfolgers statt. Der Chronist Landolfo Seniore berichtet, dass ein civium collectio zusammenkam, die vier Kandidaten für den Bischofssitz wählte: (Arialdus, Landolfo Cotta, Anselmo da Baggio und Attone). Die Namen wurden an Kaiser Heinrich III. übermittelt.
Der Kaiser wollte jedoch vermeiden, einen Vertreter des einfachen Klerus bzw. des Kardinalsklerus, der sich aus den beiden Kathedralen von Mailand rekrutierte, zum Erzbischof zu wählen. Alle vier vom civium collectio vorgeschlagenen Kandidaten gehörten nämlich dazu. Der niedere Klerus bestand hauptsächlich aus Mitgliedern der Familien der milites maiores (der Capitanei, Adlige höheren Ranges). Heinrich III., der verhindern wollte, dass sich wieder eine gefährliche Koalition zwischen den verschiedenen Ständen bildete, wie zur Zeit des Erzbischofs Aribert, nutzte die eifrige Differenzen zwischen milites maiores, milites minores (den Valvassors) und dem Rest der Bürgerschaft zu seinem Vorteil aus.
So entschied sich Heinrich III. nicht für einen der vorgeschlagenen Kandidaten, sondern traf seine eigene Wahl. Der Chronist Arnolfo di Milano stellt fest, dass der Kaiser keinen nobilis ac sapiens  aus dem einfachen Klerus wählte, sondern Guido da Velate idiotam et a rure veniente vorzog. Dennoch akzeptierten die Mailänder den neuen Erzbischof aus Furcht vor dem König, wegen des Hasses eines Teils der Bevölkerung gegen den anderen (die Cives gegen die Milites) und aus Habgier, denn es schien, dass Guido zum Vorteil des Mailänder Klerus verschwenderisch mit Zuwendungen umgehen werde. Selbst Landolfo Seniore, ein Mitglied des dekumanischen Klerus, der in den verschiedenen Kirchen der Stadt diente, und gewiss kein Anhänger der Aristokratie, konnte nicht umhin, zuzugeben, dass Guido ein Mann war, der sich sehr gut in weltlichen Angelegenheiten und geheimen Intrigen auskannte, aber kaum gelehrt in „göttlichen Dingen“ war.

### Beginn seines Wirkens in Mailand
Nachdem Guido Anfang September zum Bischof geweiht worden war und sein Amt angetreten hatte, begann er damit, die Milites aus dem Palast des Erzbischofs zu vertreiben, der unter dem Episkopat von Ariberto zum wichtigsten Machtzentrum der Stadt geworden war. Es wurde deutlich, dass der neue Erzbischof vor allem die nicht-adligen Bürger begünstigen wollte. Mit der Ernennung von Guido da Velate zum Erzbischof entschied sich Heinrich III. für die Politik des Divide et impera. Er wollte die städtische Harmonie zerstören, die Ariberto d’Intimiano zumindest zeitweise geschaffen hatte, vor allem nach seiner Inhaftierung und Flucht. In der Tat gelang es dem Kaiser, eine gewisse Kontrolle über Mailand zurückzugewinnen: im November 1045 gibt es in der Stadt zum ersten Mal seit vielen Jahren, mindestens seit 1024, einen Grafen von Mailand namens Azzo. Selbst die schwerstwiegenden Gerichtsfälle wurden wieder in missi regii, das heißt im Namen des Kaisers und Königs von Italien entschieden.
Im Jahr 1046 leitete Heinrich III. von Rom aus eine Kirchenreform ein: Er zwang Papst Gregor VI. zum Verzicht auf das Recht, den Bischof einzusetzen, und setzte den ersten einer Reihe von deutschen Reformpäpsten ein (Clemens II., Damasus II., Nikolaus II., Leo IX.). Im Jahr 1056 starb Heinrich III. und hinterließ seinen noch im Säuglingsalter befindlichen Sohn, Heinrich, als Erben. In diesen Jahren (1045–1056) gelang es Guido in Mailand, die internen Streitigkeiten innerhalb der Stadt wieder zu schlichten.
In einem Dokument vom 5. September 1053 finden wir eine Versammlung des gesamten Klerus, des Ordinarius und des Dekumanus, des Mönchtums, der maiores sowie der unteren Gesellschaftsschichten, um zu beschließen, das Fest der Kreuzerhöhung mit gebührender Feierlichkeit zu begehen, ein Kult, der sich gerade in jenen Jahren in Westeuropa ausbreitete: ein Zeichen dafür, dass in Mailand um Erzbischof Guido herum eine gewisse Harmonie herrschte. Der Chronist Arnolfo berichtet auch von Konflikten zwischen Mailand und Pavia und von Feldzügen der Stadt gegen Cremona, an denen Guido teilnahm: ein weiteres Zeichen dafür, dass Guido gut in das Gefüge der Stadt integriert war. Ein Provinzrat entlastete ihn 1050 auch von den Anschuldigungen der Simonie, die über ihn im Umlauf waren.

### Zusammenstoß mit Arialdus da Cucciago und der Pataria
Im Jahr 1056 begann ein Mailänder Diakon des Arialdus in Varese eine Predigtkampagne gegen die Missstände in der Kirche und die Irrtümer des Klerus. Es ist möglich, dass Arialdus Lehrer an der Schola plebana von Varese war. Unter den Laien, genauer gesagt unter den kleinen Landbesitzern, sammelte Arialdus seine ersten Anhänbger. Bald zog Arialdus von Varese nach Mailand und betont in seinen Predigten, dass die Priester vollkommene Nachahmer Jesu Christi sein müssen, um den Laien das Licht des Glaubens zu bringen; aufgrund ihrer verdorbenen Sitten könnten sie sich jedoch nicht mehr als Überbringer des göttlichen Wortes betrachten, eben weil das Leben der Kleriker dem der Laien zu ähnlich sei. Aufgrund der Zustimmung, die er in der Bevölkerung gewonnen hatte, wollte Arialdus den Mailänder Klerus zwingen, ein Dokument zu unterzeichnen, in dem er sich verpflichtete, im Zölibat zu leben.
Guido da Velate unterschätzte zunächst die von Arialdus angestoßene Agitation. Der einfache Klerus von Mailand schickt eine Delegation zu Papst Stephan IX. und informiert ihn über die Vorgänge in der Stadt. In seiner Antwort folgte der Papst nicht der Linie von Arialdus und unterschied zwischen den beiden Positionen von im Konkubinat lebenden und der rechtmäßig verheirateten Priester. Wahrscheinlich forderte der Papst Arialdus auch auf, sich auf den Kampf gegen die Simonie zu konzentrieren. An Guido da Velate erging der Rat aus Rom, ein Provinzkonzil einzuberufen, um das Problem zu lösen. Das Konzil wurde in Fontaneto d’Agogna einberufen, und Arialdus und einer seiner Anhänger, Landolfo (traditionell mit der Familie Cotta verbunden), ein Kleriker, der auch Mitglied der Notariatszunft war, wurden vorgeladen: Die beiden erschienen nicht und wurden in Abwesenheit exkommuniziert. Von da an entfachte Arialdus eine Revolte gegen Guido, vor allem auf dem Lande. Arialdus’ Anhänger, die sich selbst „die Getreuen“ (fideli) nannten, wurden von ihren Gegnern patarini genannt.
Über seine rechte Hand für militärische Aktionen, Erlembaldo Cotta, ein Bruder des Notars Landolfo, begann Arialdus auch in das Mailänder Mönchtum einzugreifen. Als Guido da Velate beispielsweise neue Äbte für die städtischen Klöster San Celso und San Vincenzo einsetzte, wurden diese von Arialdus vertrieben. Zu Arialdus’ Feinden zählten nicht nur Erzbischof Guido, sondern auch der Großteil der Mailänder Domherren und des Adels. Viele Gegner der Pataria ärgerten sich über die immer häufigeren Einmischungen der römischen Kirche im Zuge der durch die deutschen Päpste im Sinne des Kaisers eingeleiteten Reformen in die Angelegenheiten der ambrosianischen Kirche. Man befürchtete, dass Rom sich gegen Mailand durchsetzen würde: 1059 wurde Guido da Velate sogar aufgefordert, sich vor einem von Papst Nikolaus II. einberufenen römischen Konzil zu verteidigen.
Die Päpstlichen Legaten Hildebrand von Soana und Anselmo da Baggio wurden nach Mailand entsandt, um die Situation zu klären. Eine zweite Gesandtschaft, die 1060 von Anselmo da Baggio und Petrus Damiani gebildet wurde, befragte den Mailänder Klerus und zwang Guido, der die Forderungen der Patarine unterstützte, ein Dokument auszustellen, in dem Simonie und Nikolaismus (wie die Weihe verheirateter Priester von Petrus Damiani genannt wurde) verurteilt wurden. Die Legaten hielten jedoch eine gewisse Distanz zu den Positionen Arialdus’. Zum Beispiel bekräftigten sie die Gültigkeit der Sakramente, auch wenn sie von unwürdigen Priestern gespendet wurden, was die Patarinen entschieden ablehnten, und sie zeigten ein gewisses Vertrauen in Guido da Velate, indem sie die bestehenden Ordnung und die lokale Hierarchie verteidigten.

### Ermordung von Arialdo und Rücktritt von Guido
Die Situation spitzte sich im Jahr 1066 zu, als Guido da Velate Meuchelmörder ausschickte, um Arialdus zu töten. Guido wurde vom Papst exkommuniziert, doch dieser Affront gegen die Würde der Mailänder Kirche führte dazu, dass sich die Gunst des Volkes von den Patarini auf den Erzbischof verlagerte. Im Sommer 1067 kehrten die päpstliche Legaten Mainardo di Silvacandida und Giovanni Minuto nach Mailand zurück; die Entdeckung des Leichnams von Arialdo gab Erlembaldo und den anderen Patarini neuen Auftrieb. Angesichts der Unruhen, die sich anbahnten, verfassten die römischen Legaten ein Dokument (Constitutiones Mediolanenses), das als Vermittlungsversuch gedacht war, aber vor allem den Patarinen missfiel: Zwar wurden die Simonie und die Priesterehe verurteilt, aber durch die Unterscheidung zwischen Amt und Pfründe der Kleriker wurde den Laien nur die Kontrolle über die kirchlichen Pfründe, die sie besaßen, überlassen, aber es wurde ihnen verboten, über die Priester zu richten. Es war nun klar, dass der Papst versuchte, die Bewegung der Patarini dem Römischen Stuhl zu unterwerfen, um sie unter Kontrolle zu halten. Anselmo da Baggio, der inzwischen Papst Alexander II. geworden war, verlieh Erlembaldo den Titel Gonfaloniere der Kirche, dieselbe Auszeichnung, die im Jahr zuvor Wilhelm dem Eroberer zuteilgeworden war. Die Mailänder kehrten auf die Seite Erlembaldos und der Patarini zurück.
Angesichts dieser päpstlichen Entscheidung kapitulierte Guido da Velate, da er jedoch eines der Hauptprinzipien der beginnenden päpstlichen Reform ablehnte, schlug er seinen Nachfolger, den Subdiakon Gotifredo da Castiglione, vor: Er einigte sich mit ihm auf die Abtretung der erzbischöflichen Würde im Austausch gegen eine Pension. Gotifredo erhielt 1070 von Heinrich IV. die Investitur, aber fast die gesamte Mailänder Bevölkerung lehnte den neuen Erzbischof ab. Die Patarini sahen in dem von Guido da Velate vorgeschlagenen Tausch einen eindeutigen Fall von Simonie, während der Adel (die Milites) ihm entschieden feindlich gesinnt war, da sie, wie bei der Ernennung von Guido, kein Mitspracherecht bei der Wahl gehabt hatten.
Gotifredo flüchtete in sein Schloss in Castiglione Olona, während sich in Mailand Patarini und Antipatarini darauf einigten, eine Wahlversammlung für einen neuen Erzbischofs einzuberufen. Erlembaldo, der auch von den päpstlichen Legaten stark unterstützt wurde, setzte den jungen Priester Attone als Erzbischof ein. Die labile Vereinbarung hielt nicht lange: Erlembaldos Gegner machten angesichts der Farce einen Rückzieher und veranlassten das Volk zum Aufstand gegen Attone, der daraufhin das Amt verzichtete und nach Rom floh. Ildebrando di Soana, der unter dem Namen Gregor VII. Papst wurde, hielt Attone weiterhin für den einzigen rechtmäßigen Erzbischof von Mailand. Kaiser Heinrich IV. wählte 1075, nachdem er sich nicht sicher war, welchen Kandidaten er unterstützen sollte, Tedaldo, einen ihm treuen Mailänder Priester und Mitglied der kaiserlichen Kapelle, zum Erzbischof. Tebaldo regierte die Mailänder Kirche ein Jahrzehnt lang, obwohl er von Gregor VII. mehrmals exkommuniziert wurde.
In der Zwischenzeit zog sich Guido da Velate in sein Schloss in Bergoglio zurück und starb nach einem kurzen Versuch, nach Mailand zurückzukehren, im Jahr 1071.